# Campephaga flava
Campephaga flava е вид птица от семейство Campephagidae.

## Разпространение
Видът е разпространен в Ангола, Ботсвана, Бурунди, Демократична република Конго, Етиопия, Кения, Малави, Мозамбик, Намибия, Руанда, Сомалия, Южна Африка, Южен Судан, Судан, Свазиленд, Танзания, Уганда, Замбия и Зимбабве.